# White Wedding
White Wedding, auch White Wedding, Pt. I, ist ein Song von Billy Idol aus dem Jahr 1982, der auf seinem selbstbetitelten Album erschien und im Juli 1982 daraus als zweite Single ausgekoppelt wurde.

## Entstehung und Inhalt
Der schnelle Song, der mit rockigen, aber auch clean gespielten Gitarrenklängen instrumentiert ist, wurde von Idol selbst geschrieben und von Keith Forsey produziert. Der Song handelt vordergründig von einer weißen Hochzeit, ausweislich des Songtexts aber insbesondere davon, etwa eine bereits gescheiterte Beziehung neu zu starten. Die Formulierung „it’s a nice day for a white wedding“ wirkt im Kontext ironisch. Der Protagonist fragt die angesprochene Person, wer „ihr Superman“ sei und was sie getan habe. Das Wort „Shotgun“ deutet auf eine Shotgun Wedding, also eine in gewisser Weise gewollte oder erzwungene Hochzeit, hin. Auf der B-Seite der 7"-Single befindet sich der Titel Hole in the Wall, auf der 12"-Ausgabe ist White Wedding, Pt. II enthalten.

## Musikvideo
Das Musikvideo zeigt Idol, wie er an einer Hochzeit in der Gothic-Szene teilnimmt. Die Braut wird von Perri Lister gespielt, Idols damaliger Freundin. Auch ist sie als Tänzerin zu sehen. Idol sagte dazu: „That’s the kind of thing they love in England“.
In einer Szene wird ein Hochzeitsring mit Stacheldraht auf Listers Finger gesetzt und schneidet in ihr Fingergelenk, das blutig wird. Dies sei geschehen, um die Szene realistischer erscheinen zu lassen, sagte Lister später. Ursprünglich hatte MTV die Szene entfernt, zeigte sie jedoch später wieder. Kontrovers wurden auch die vermeintlichen Nazigrüße der Menge gegenüber dem Hochzeitspaar aufgenommen. Regisseur David Mallet, der auch bei Idols Videos zu Eyes Without a Face und Catch My Fall Regie führte, sagte, er habe nur mit „der Macht von Bildern von Menschenmengen gespielt“, als er diese sich nach der Braut richten ließ, und nicht darauf geachtet, wie dies später aussehen würde.
Die MTV-editierte Version ist auf The Very Best of Billy Idol: Idolize Yourself (CD/DVD) enthalten.
Auf YouTube verzeichnet das Video über 64 Millionen Aufrufe (Stand März 2024).

## Kommerzieller Erfolg

### Chartplatzierungen
| ChartsChartplatzierungen       | Höchstplatzierung | Wochen |
| ------------------------------ | ----------------- | ------ |
| Vereinigte Staaten (Billboard) | 36 (13 Wo.)       | 13     |
| Vereinigtes Königreich (OCC)   | 6 (16 Wo.)        | 16     |

### Auszeichnungen für Musikverkäufe
| Land/Region                  | Auszeichnungen für Musikverkäufe (Land/Region, Auszeichnung, Verkäufe) | Verkäufe |
| ---------------------------- | ---------------------------------------------------------------------- | -------- |
| Kanada (MC)                  | Gold                                                                   | 50.000   |
| Neuseeland (RMNZ)            | Platin                                                                 | 30.000   |
| Vereinigtes Königreich (BPI) | Platin                                                                 | 600.000  |
| Insgesamt                    | 1× Gold · 2× Platin ·                                                  | 680.000  |